# Drighiu, Sălaj
Drighiu este un sat în comuna Halmășd din județul Sălaj, Transilvania, România.

## Așezare geografică
Localitatea Drighiu este străbătută de șoseaua județeană Nușfalău-Aleșd și de o mică apă curgătoare. Ea se învecinează la est cu localitatea Bozieș, la Vest cu Halmășd, la Sud cu Aleuș și la Nord cu Nușfalău.

## Istoric
Prima mențiune documentară a localității datează din anul 1216, când se vorbește despre „Villa Detreh” și apare în Registrul de la Oradea.
În documentele emise de-a lungul timpului, localitatea apare menționată sub următoarele denumiri: 1341, Detrehàza; 1497, Dethrehe; 1518, Detthreh; 1548, Detrech; 1559, Dettreh; 1646, Detreh; 1733, Dridiul; 1760, Detrehen; 1850, Dridiul; 1854, Detrehem și Drighiu, Drighiu - 1933 și 1961.
În anii 1945-1948, prin efortul preotului Ilie Borz și contribuția credincioșilor, a fost construită biserica de zid, cu hramul Sfinții Arhangheli Mihail și Gavril. După interzicerea Bisericii Române Unite cu Roma în anul 1948 preotul paroh Ilie Borz a fost închis la închisoarea din Aiud, unde a decedat în anul 1954.